# Srǵan Kerim
Srǵan Asanow Kerim (lub Srgjan Asanow Kerim, cyryl. Срѓан Асанов Керим; ur. 12 grudnia 1948 w Skopju) – macedoński polityk i dyplomata, przewodniczący sesji Zgromadzenia Ogólnego ONZ w latach 2007-2008, minister spraw zagranicznych Macedonii w latach 2000-2001.

## Edukacja i praca naukowa
Srǵan Kerim od 1967 do 1971 studiował ekonomię na Uniwersytecie Belgradzkim. W 1982 uzyskał tytuł doktora ekonomii. W latach 1972–1991 był asystentem, a następnie profesorem międzynarodowych stosunków gospodarczych na Uniwersytecie Belgradzkim oraz Uniwersytecie w Hamburgu. Kerim jest autorem 9 książek na temat polityki międzynarodowej i międzynarodowych stosunków gospodarczych. Jest również autorem ponad 100 publikacji naukowych w kilku krajach jak: Niemcy, Austria, Francja, Grecja. Kerim mówi płynnie po macedońsku, angielsku, niemiecku, francusku i serbsku.

## Kariera polityczna
Srǵan Kerim karierę w polityce rozpoczynał w SFR Jugosławii. W latach 1986–1989 zajmował stanowisko ministra zagranicznych stosunków gospodarczych. Od 1989 do 1991 był wiceministrem spraw zagranicznych i rzecznikiem jugosłowiańskiego MSZ.
Po ogłoszeniu niepodległości przez Macedonię, od 1994 do 2000 pełnił funkcję ambasadora Republiki Macedonii w Niemczech. Od 1995 do 2000 był także ambasadorem w Szwajcarii oraz Liechtensteinie. W 2000 był specjalnym wysłannikiem i koordynatorem paktu stabilizacyjnego dla Europy Południowo-Wschodniej.
W latach 2000–2001 pełnił funkcję ministra spraw zagranicznych. Od 2001 do 2003 był Stałym Przedstawicielem Macedonii przy ONZ w Nowym Jorku. Od 2003 do 2006 zajmował stanowisko przewodniczącego Macedońsko-Niemieckiego Stowarzyszenia Gospodarczego.
18 września 2007 Srǵan Kerim został przewodniczącym 62. sesji Zgromadzenia Ogólnego ONZ. Funkcję tę pełnił do 16 września 2008.

## Odznaczenia
- Wielka Złota na Wstędze Odznaka Honorowa za Zasługi dla Republiki Austrii (Austria, 2008)[3]